# Wirecard
Wirecard AG — обанкротившаяся германская платежная система, бывший генеральный директор, главный операционный директор, два члена правления и другие руководители которого были арестованы. Компания предлагала электронные услуги платежных транзакций, услуги управления рисками, выдачу и обслуживание физических и виртуальных карт. По состоянию на 2017 год компания была зарегистрирована на Франкфуртской фондовой бирже и входила в фондовый индекс DAX.
Компания оказалась в центре международного финансового скандала. Обвинения в злоупотреблениях в бухгалтерском учете преследовали компанию с первых дней ее регистрации, достигнув пика в 2019 году после того, как «Financial Times» опубликовала серию расследований. 25 июня 2020 года Wirecard подала заявление о неплатежеспособности после того, как выяснилось, что 1,9 миллиарда евро «пропали без вести», что привело к увольнению и аресту генерального директора Маркуса Брауна.

## История

### Основание и ранняя бизнес-модель
Компания была основана в 1999 году. В 2002 году, когда она была близка к свертыванию бизнеса в конце пузыря доткомов, Маркус Браун вложил свой капитал и стал генеральным директором. Он консолидировал компанию и сосредоточил бизнес-модель на предоставление интернет платежных услуг, первоначально в основном на сайтах порно и азартных игр.

### Размещение акций и связь с InfoGenie AG

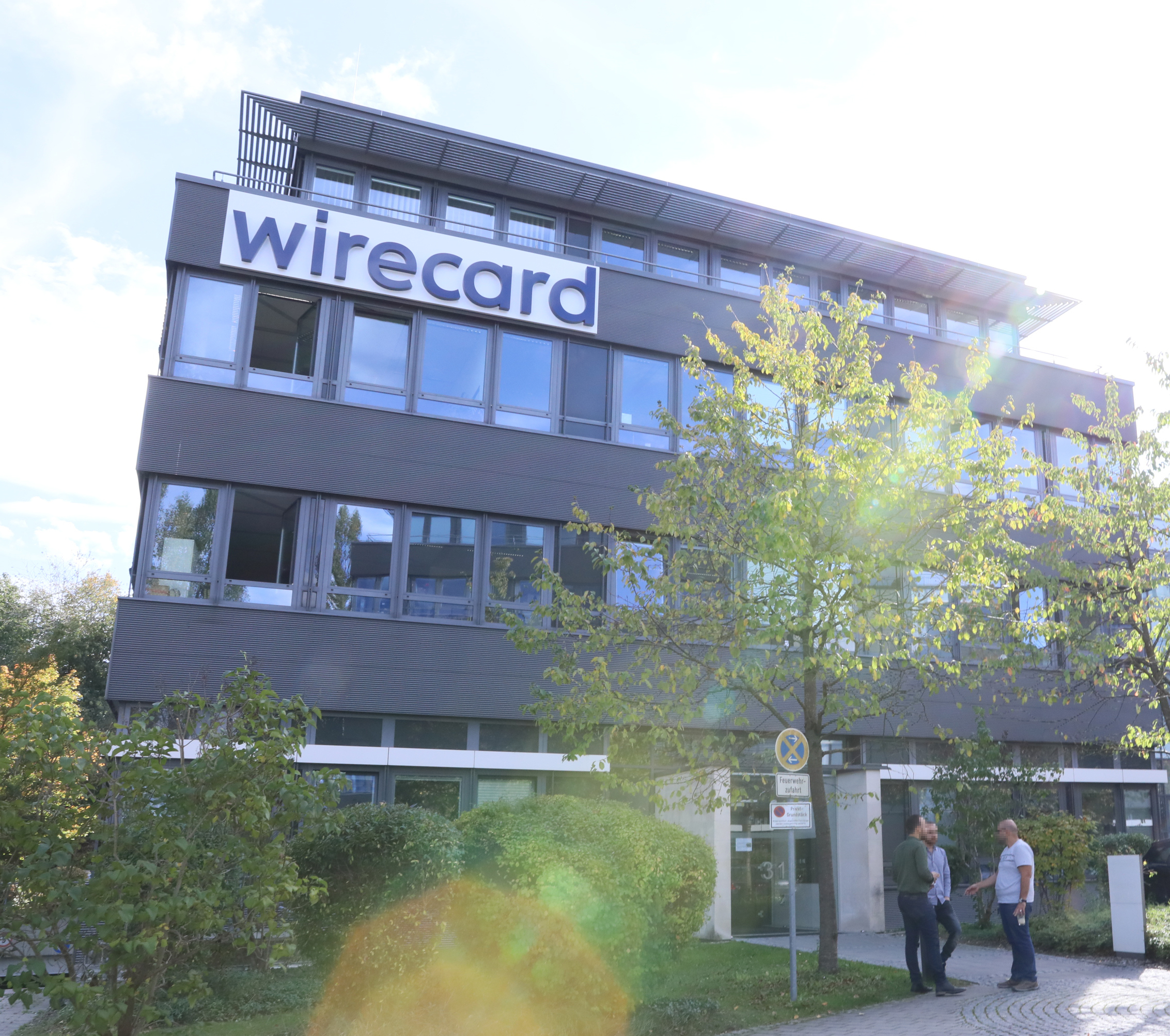
Штаб-квартира Wirecard AG в Ашхайм (недалеко от Мюнхена), 2019

Компания-предшественница Wirecard в отношении IPO была InfoGenie AG, базирующаяся в Берлине, акции которой котировались в сегменте «Neuer Markt» фондового рынка с октября 2000 года. Эта компания действовала как поставщик информационных услуг, предлагая горячие телефонные линии для консультаций по различным темам. Когда цена акции опустилась до мусорных значений, оператор фондовой биржи Deutsche Börse хотел исключить InfoGenie из «Neuer Markt», что было запрещено судом в апреле 2002 года. В середине декабря 2004 года внеочередное общее собрание InfoGenie решило передать не котирующуюся на бирже Wirecard, основной бизнес которой был в области обработки платежей в Интернете, включая оценку рисков, в пользу InfoGenie AG посредством увеличения капитала и переименовать InfoGenie в Wire Card. Таким образом, Wire Card стала акционерной корпорацией, котирующейся в сегменте фондового рынка Прайм стандарт через обратное IPO. В 2006 г. Wirecard был включен в TecDAX, а в сентябре 2018 г. в DAX.

### Международная экспансия
Wirecard Asia Pacific была основана в Сингапуре в 2007 году. В 2008 году Wirecard представила виртуальные предоплаченные кредитные карты для онлайн-платежей.
В 2014 году Wirecard распространил экспансию на Новую Зеландию, Австралию, Южную Африку и Турцию. После покупки отделения по «Услугам по предоплаченным картам» у Citigroup, Wirecard также стал представлен в Северной Америке с 2016 года. В том же году компания приобрела южноамериканского поставщика услуг интернет-платежей в Бразилии.
В 2019 году, SoftBank инвестировал в Wirecard. С приобретением «AllScore Payment Services» из Пекина Wirecard стала также представлена в Китае с ноября 2019 года.

## Скандал и неплатежеспособность
В апреле 2020 аудитор обнаружил сомнительные методы бухгалтерского учета. По данным аудиторской фирмы Ernst & Young, доверенное лицо Wirecard попыталось «обмануть аудитора», в результате чего аудитор не смог опубликовать результаты по акциям за 2019 год. В своем заявлении Wirecard объявила, что «работает интенсивно вместе с аудитором для прояснения ситуации».
В июне 2020 года выяснилось, что 1,9 миллиарда евро «пропали без вести». В результате стоимость акций Wirecard снизилась более чем на 72 %, а ее генеральный директор Маркус Браун ушел в отставку. Wirecard временно назначила Джеймса Фрейса на эту должность. Несколькими днями позже правление заявило, что сумма в 1,9 миллиарда евро, вероятно, не существует. Два банка на Филиппинах, которые предположительно держали деньги, сообщили что у них нет такой суммы никогда и не было. С 19 июня 2020 года кредитный рейтинг Moody’s компании был несколько раз понижен с первоначального B3 до полного удаления в течение трёх дней.
Уголовное расследование началось 22 июня 2020 г. и недавно ушедший в отставку генеральный директор Wirecard Маркус Браун был арестован в тот же день. 25 июня Wirecard подала заявление о банкротстве со ссылкой на «чрезмерную задолженность».
Управление финансового надзора Великобритании заморозило деятельность британской дочерней компании Wirecard, Wirecard Card Solutions Limited, в период с 26 июня 2020 г. по 30 июня 2020 г., после чего операции Wirecard UK было разрешено возобновить с более мягкими ограничениями.
24 августа место Wirecard в биржевом индексе DAX досталось стартапу в сфере доставки еды Delivery Hero.
Согласно расследованию центра «Досье» и немецкой газеты Süddeutsche Zeitung, бежавший в 2020 году из Германии из-за угрозы ареста бывший операционный директор Wirecard Ян Марсалек получил в 2021 году российский паспорт на подставное имя Германа Баженова и, по всей вероятности, живёт сейчас в России под госзащитой, предоставленной ФСБ.  При этом, как говорится в расследовании, номер паспорта совпадает с просроченным документом экс-депутата Госдумы Дарьи Митиной, то есть формально этот паспорт может быть недействительным.